# マスク (1994年の映画)
『マスク』（原題: The Mask）は、1994年7月29日にアメリカ合衆国より公開されたコメディ映画作品。

## 概要
冴えない男が偶然に不思議な緑色の木の仮面を手に入れ、超人的な力を持った黄緑色の顔の怪人・マスクに大変身する物語。ダークホースコミックスのコミック『マスク』が原作。
主演のジム・キャリーを一躍スターにのしあげた作品だが、ティナ役のキャメロン・ディアスも当時演技経験皆無の新人だったにもかかわらず、本作のヒロインに大抜擢され、デビュー作にしてトップスターの仲間入りを果たした。目玉や心臓が飛び出すなど漫画的なオーバーアクションを実写で表現し、『トムとジェリー』をそのまま実写にしたような雰囲気のスラップスティック・コメディ映画となっている。映像はSFXが駆使され、アカデミー賞で視覚効果賞にノミネートされた。

## ストーリー
ある日、お人好しで気弱な冴えない銀行員スタンリー・イプキスは、窓口業務中に応対した歌手のティナ・カーライルという美女に一目惚れ。しかし、その後散々な目にあい再会したティナの前でも醜態をさらしてしまい、揚句ゴミの塊を水難者だと思い救助のため水に飛び込んでしまう。その際ゴミに混ざっていた変わった木製の仮面を拾い、自宅に帰りそれを顔につけた途端、猛烈な緑の竜巻とともに超型破りな魔人マスクに変身してしまう。仮面の魔力でスタンリーは過剰な本性を引き出され不死身の身体、数々の超能力を身に付ける。

## 登場人物

### 主要人物
スタンリー・イプキス
演 - ジム・キャリー
本作の主人公。アパートで愛犬のマイロと一緒に暮らしている銀行員。
真面目だが普段は気弱でお人好しで冴えない性格かつ、不幸ばかりが多い幸の薄い男。趣味の悪い柄のパジャマを着ており、その切れ端が事件現場で落ちていたことから、マスクと同一人物という線を警察から強められてしまった。唯一の趣味は子供が見るようなドタバタアニメのビデオ鑑賞だが、鑑賞するたびにアパートの隣に住む口うるさい大家に壁越しで叱られる。勤務先に口座を開きにきたティナに一目惚れする。
ひょんなことから手に入れた木製の仮面・マスクを軽い気持ちで被り、ハチャメチャな変幻自在の怪人・マスクに変身し、超人的なパワーを手にするようになる。これを機にティナと交流を重ねて徐々に距離が縮まっていくが、マスクに変身している時に銀行から大金を盗んだ上に、ドリアンの部下よりも先を越した事で、目をつけられ、マスクを奪われた上、留置所に投獄される羽目になるも、面会に訪れたティナがドリアンに捕まるところを偶然目撃し、脱獄を決意する。忠犬マイロの手助けと偶然鉢合わせたケラウェイを半ば脅す形で協力させた事でどうにか、脱出に成功し、ティナが捕まっているクラブ「ココ・ボンゴ」へ向かう。クラブに潜入したがあえなく捕まり、窮地に陥るが、ティナがマスクを蹴り飛ばした事で敵が混乱している隙に、ティナを助けようとしたが、ドリアンに阻止され、そのまま殴り合いに発展、どうにか退けた。その後、マイロを通じてマスクを取り戻し、ティナを助けるため、再びマスクに変身し、超能力を駆使してドリアンを倒す。
事件終結後、自身の活躍を認めてくれた市長の擁護で無罪放免となり、本来の自分に自信をつけたことでマスクを川に捨て、晴れてティナと結ばれた。
スタンリー・ザ・マスク
演 - ジム・キャリー
マスクを被り変身したスタンリー。普段の気弱でお人好しな本来のスタンリーとは対照的に陽気かつハチャメチャな性格で、高速スピンしながら、コスチュームを変化または、他者の服装を変化させる、銃弾を難なくかわす、物体を別の材質、形に変化させるなど様々な超能力を持つ。また、高所から落下したり、被弾しても死ぬどころか怪我ひとつ負わない、爆発物を取り込んで腹部で爆発させても吹き飛ばないなど、不死身とも言える身体を持つ。
スタンリーが普段から観てるギャグアニメの影響からかリアクション全てが現実ではありえないアニメのような展開へと変わり、周囲の人間も自然と乗せられてコミカルに動作する。
マスクに変身した最初の晩は普段自分に高圧的に接するアパートの大家を振り回した挙げ句に、適当な修理をしたりポンコツ代車を貸した悪徳自動車工場に逆襲を行い、その次の晩には勤務先の銀行でギャング達よりも先に大金を奪いながらも、クラブの客達の注目を集め、あらゆる大胆な行動でティナを魅了していく。終盤ではドリアンからマスクを取り戻し、銃撃の最中でスタンリーが変身、巧みな虚仮威しと、持ち前の超能力を生かしてドリアンを倒した。
ティナ・カーライル
演 - キャメロン・ディアス
本作のヒロイン。クラブ「ココ・ボンゴ」の歌手。
ドリアンの愛人であるが、彼の横暴な態度や束縛に辟易しており、「ココ・ボンゴ」でマスクとダンスし、その情熱的なキスをきっかけにマスクに惹かれるが、スタンリーとの交流を経て、彼自身の誠実な人柄にも魅了されていく。彼がドリアンの策略で留置場に投獄された際に面会に赴き、自分の想いやスタンリーとマスクが同一人物であることに気づいたことを伝えた。終盤では、ほとぼりが冷めるまで街を離れようとしたがドリアンに捕まり、クラブの柱に縛り付けられたが、巧みにドリアンを誘導させ、マスクを外させて、キスを交わしている隙を付いて、マスクを蹴り飛ばしてスタンリーの逆転の切っ掛けを作った。
ダンスを得意とし、タンゴからジャズまで自在に踊れる。やや天然ボケ気味らしく、「ロールシャッハテスト」を「発車オーライテスト」と間違えたり、スタンリーの慌てぶりも、「仕事真面目な人」と笑顔で許している。
マイロ
演 - マックス
スタンリーが飼っているジャック・ラッセル・テリア。ジャンプが得意でかなり賢く、主人思いな忠犬。フリスビーが大好きで、一度キャッチするとそれをお気に入りに認識する。スタンリーが寝坊したら起こしたり、鍵を探してくれるが、咥えたら離さないため、スタンリーが鍵を引っ張ると体ごとついてくる。スタンリーが逮捕された時は家から飛び出し、留置所の外で新聞に隠れて夜まで主人の帰りを待ち続けた。スタンリーがいる独房まで何度も繰り返しジャンプし、進入に成功。スタンリーに指示されて、転寝していた見張りの警官のテーブルから鍵を取ってきた。
ラストではスタンリーを助けにクラブに乗り込み、ドリアンたちと対決。マスクを咥えて逃げた際に自らもマスクを被り、変身する。変身した姿は顔が緑色で巨大化し、目や舌が飛び出した上に口も耳まで裂けるほど大きくなり、その獰猛な風貌（スタンリー曰く「ワニみたい」）で敵を威嚇し、スタンリーにマスクを外してもらった。
マスクの魅力に取り付かれたのか、ラストシーンでは、チャーリーよりも先にマイロが川に捨てたマスクを手に入れた。

### スタンリーの周辺の人物
チャーリー・シューマーカー
演 - リチャード・ジェニ
スタンリーの友人。軽い性格だが、彼の相談によく乗る良き理解者。
マスクを被ったドリアン達の襲撃を受けて事件に巻き込まれた際、潜入したスタンリーから拳銃を手渡され、彼の指示通りにクラブの客達を裏口へ避難させた。
マスクの魔力に魅了されたのか、ラストシーンではチャーリーとマイロが川に捨てたマスクを手に入れようと飛び込むが、マイロに取られてしまう。
インタビューで、ラッセル監督は、かなり汚い川に飛び込むのを躊躇するチャーリー役のジェニに「『マスク2』（の主演）」と囁いたとしているが、結果的にジェニは『マスク2』には登場していない。
ペギー・ベラント
演 - エイミー・ヤスベック
女性レポーター。マスクが引き起こした事件を追う中でスタンリーがマスクの正体である事を知り、警察に追われるスタンリーを助ける。初めは彼に気がある様子を見せるが、最近マンションを購入してローンに困っていたためにスタンリーを裏切り、大金と引き換えにマスクをドリアンに手渡してしまう。しかしその直後にドリアンから脅され、殺されそうになったスタンリーを庇う一面も見せた。
本編ではドリアンがマスクを被り、変身した姿に困惑するところで出番を終えているが、DVDの特典映像として、ペギーがマスクを被って変身したドリアンに始末される末路の未公開シーンが収録されている。
ピーンマン夫人
演 - ナンシー・フィッシュ
スタンリーのアパートの大家。口うるさい性格。マスクが廊下で目覚まし時計をハンマーで壊した直後、彼に出くわしてショットガンを乱射した。マスクを被ったドリアン達の襲撃を受けて事件に巻き込まれた際はギャングの一人に対しても威圧的な態度を見せていた。

### ギャング
ドリアン・タイレル
演 - ピーター・グリーン
ニコの手下で、クラブ「ココ・ボンゴ」の従業員でもある。ティナのパトロン。
暴力的で嫉妬深く、ティナを脅して離れられないようにしている。ペギーを通じてスタンリーからマスクを奪ってからはティナを誘拐し、ニコに対して謀反を起こす。
仕上げにティナを木に縛りつけ、10分後に作動するようにセットした自爆装置を彼女の足元に仕掛けるが、留置所から脱走したスタンリーにマスクを奪い返され、マスクに自爆装置を処分される。更にマスクの魔力によって池に起きた渦巻きに飲み込まれ、そのまま消えてしまった。
ニコ
演 - オレステス・マタセーナ
ギャングのボスで、クラブ「ココ・ボンゴ」のオーナーでもある。
ゴルフの練習中、ドリアンに「今朝、警察の摘発で営業停止を命じられたんだ。お前のケチな詐欺が原因だな?」とティーを咥えさせ、そこのボールを打った上に、1週間以内に町を出て行くよう追放宣言する。
しかし、クラブでマスクをつけて変身したドリアンに銃を連射するが弾丸を吸収され、吐き返されて射殺された。
フリーズ
演 - レジナルド・E・キャシー
銀行強盗のプロ。自称"名医"。
ドリアンと協力し、街を手に入れるため銀行強盗とニコの殺害を企む。
ところが、強盗を実行しようとした矢先、先を越したマスクが現れた上に、鉢合わせた警察と銃撃戦になり死亡した。
スウィート・エディ
演 - デニス・フォレスト
ドリアンの忠実な部下。
終盤、変身したマイロに小便を頭に掛けられた上、仲間と共にマスクの虚仮威しに騙されて逃走した。
だが、ドリアンの部下はエディ含む全員が逃走に失敗し、逮捕されることとなった。
ボビー
演 - ジェレミー・ロバーツ
クラブ「ココ・ボンゴ」の用心棒。チャーリーの知り合いでもある。
クラブに無断で入ろうとした変身前のスタンリーをたやすくつまみ出すが、最後はその変身前のスタンリーに殴られ、たやすく銃を奪われた。

### 警察
ミッチ・ケラウェイ警部
演 - ピーター・リーガート
マスクを追っている敏腕警部。アパートでピーンマン夫人がマスク相手に起こした銃撃事件を担当した際にスタンリーに出会う。マスクが銀行強盗した翌日にはスタンリーのアパートに押しかけた。熱血漢で自分の仕事に誇りを持っている。
既婚者でマーガレットという妻がいるが、何故かマスクは「電話して」というメッセージと電話番号が書いている彼女のセクシー写真を所持していた。
登場人物中、唯一マスクの魔力にかからず踊りださない人間で、スタンリーを疑っている。公園前で警官全員が踊りだした時も一緒に踊りだそうとしたドイル刑事にショットガンを突きつけて制止させた。
ドリアンに拘束され、警察署の前に投げ出されたスタンリーが（偽の）マスクを持っていた為に彼を逮捕。警察署の留置所に収監するも、独房から脱走したスタンリーに銃で脅され、そのままドリアン達がいるクラブまで運転させられてしまう。事件終結後、スタンリーを逮捕しようとしたが、彼の活躍を認めて擁護する市長に咎められ、大目玉を喰らう羽目になる。
ドイル刑事
演 - ジム・ドゥーハン
ケラウェイ警部の相棒。小太りで情けないゆったりした話し方。ノリがよく、マスクのルンバに参加しようとしていた。

### その他の人物
アーサー・ニューマン博士
演 - ベン・スタイン
テレビでも紹介されている有名な学者。仮面に関する研究の第一人者で、彼が出演しているテレビや本を見て、仮面に興味を持ったスタンリーがマスクを被るきっかけを作った。
スタンリーが持ち込んだマスクは北欧神話のロキを模していると鑑定した。
次回作『マスク2』でも登場しており、エッジシティ美術館にて北欧神話を始めとする、あらゆる神話に関する解説者を務めている。
モーティマー・タイルトン市長
演 - アイボリー・オーシャン
エッジシティ市長。気前の良い温厚な性格。「ココ・ボンゴ」で取材に応じていた際、マスクを被ったドリアン達の襲撃を受けて事件に巻き込まれるが、ギャングに対して臆することなく、毅然とした態度を取っていた。
事件終結後、スタンリーを逮捕しようとしたケラウェイ警部に対し、「マスクの正体はドリアンで、スタンリーは命の恩人」として、スタンリーを擁護した。その直後にマイロがマスクを咥えたままスタンリー達の元へ向かっても放っておけと、そのまま見逃した。
バート
演 - ジョニー・ウィリアムズ
インチキ修理屋を営む兄弟。弟のアーブと共にスタンリーが預けていたシビックを破壊し、修理が必要だと金を巻き上げた。その後、兄弟そろってマスクによって仕返しを食らった。
アーブ
演 - ティモシー・バグレー
インチキ修理屋を営む兄弟。兄のバートと共にスタンリーに詐欺を働いた。その後、兄弟そろってマスクによって仕返しを食らった。
マギー
演 - ジョエリー・フィッシャー
スタンリーの同僚。
マレー
演 - ブレイク・クラーク
ペギーの上司。
ディッキー部長
演 - イーモン・ロッシュ
スタンリーの上司。

## キャスト
| 役名                        | 俳優                     | 日本語吹替        | 日本語吹替                                   | 日本語吹替  | 日本語吹替  |
| 役名                        | 俳優                     | ソフト版          | 日本テレビ版                                 | 機内上映版1 | 機内上映版2 |
| --------------------------- | ------------------------ | ----------------- | -------------------------------------------- | ----------- | ----------- |
| スタンリー・イプキス マスク | ジム・キャリー           | 山寺宏一          | 山寺宏一                                     | 山寺宏一    | 島田敏      |
| ティナ・カーライル          | キャメロン・ディアス     | 伊藤美紀          | 井上喜久子                                   |             | 高島雅羅    |
| ドリアン・タイレル          | ピーター・グリーン       | 戸谷公次          | 大塚明夫                                     |             | 谷口節      |
| ミッチ・ケラウェイ警部      | ピーター・リーガート     | 稲葉実            | 若本規夫                                     |             | 牛山茂      |
| チャーリー・シューマーカー  | リチャード・ジェニ       | 速水奨            | 大塚芳忠                                     |             |             |
| ペギー・ベラント            | エイミー・ヤスベック     | 中澤やよい        | 高島雅羅                                     |             |             |
| ドイル刑事                  | ジム・ドゥーハン         | 茶風林            | 安西正弘                                     |             |             |
| ニコ                        | オレステス・マタセーナ   | 鈴木泰明          | 麦人                                         |             |             |
| ピーンマン夫人              | ナンシー・フィッシュ     | 山田礼子          | 青木和代                                     |             |             |
| フリーズ                    | レジナルド・E・キャシー  | 宇垣秀成          | 郷里大輔                                     |             |             |
| スウィート・エディ          | デニス・フォレスト       | 藤原啓治          | 大黒和広                                     |             |             |
| アーサー・ニューマン博士    | ベン・スタイン           | 鈴木泰明          | 上田敏也                                     |             |             |
| ボビー                      | ジェレミー・ロバーツ     | 梁田清之          | 天田益男                                     |             |             |
| バート                      | ジョニー・ウィリアムズ   | 宇垣秀成          | 中村雄一                                     |             |             |
| アーブ                      | ティモシー・バグレー     | 高宮俊介          | 柳沢栄治                                     |             |             |
| マギー                      | ジョエリー・フィッシャー | 氷上恭子          | 日野由利加                                   |             |             |
| マレー                      | ブレイク・クラーク       | 梁田清之          | 中博史                                       |             |             |
| ディッキー部長              | イーモン・ロッシュ       | 梅津秀行          | 星野充昭                                     |             |             |
| 留置場の看守                | フィル・ボードマン       |                   | 天田益男                                     |             |             |
| ティルトン市長              | アイボリー・オーシャン   | 石井康嗣          | 手塚秀彰                                     |             |             |
| 不明 その他                 | N/A                      | 室園丈裕 小野英昭 | 後藤敦 金野恵子 鳥畑洋人 星野千寿子 幸田夏穂 |             |             |

- 日本テレビ版 - 初回放送1996年9月27日『金曜ロードショー』 21:03-23:04 ※本編ノーカット
- 機内上映版2：ANAの機内上映にて使用。

## スタッフ
- 監督 - チャールズ・ラッセル
- 製作 - ボブ・エンゲルマン
- 製作総指揮 - マイケル・デ・ルカ、マイク・リチャードソン、チャールズ・ラッセル
- 原作 - マイケル・ファーロン、マーク・ヴェルハイデン（英語版）
- 脚本 - マイク・ワード（英語版）
- 撮影 - ジョン・R・レオネッティ
- SFX - ILM
- 編集 - アーサー・コバーン
- 音楽 - ランディ・エデルマン

### 日本語版
- 字幕 - 石田泰子

| -                | ソフト版     | 日本テレビ版              |
| ---------------- | ------------ | ------------------------- |
| 演出             | 中野洋志     | 蕨南勝之                  |
| 翻訳             | 石田泰子     | 徐賀世子                  |
| 調整             | 長井利親     | 飯塚秀保                  |
| 効果             | N/A          | VOX                       |
| 担当             |              | 吉田啓介                  |
| プロデューサー   |              | 門屋大輔                  |
| プロデューサー補 | N/A          | 小林三紀子                |
| 制作             | ACクリエイト | 日本テレビ グロービジョン |

## 地上波放送履歴
| 回数   | テレビ局   | 番組名             | 放送日         | 吹替版       | 視聴率 |
| ------ | ---------- | ------------------ | -------------- | ------------ | ------ |
| 初回   | 日本テレビ | 金曜ロードショー   | 1996年9月27日  | 日本テレビ版 |        |
| 2回目  | フジテレビ | ゴールデン洋画劇場 | 1998年5月9日   | 日本テレビ版 | 22.0%  |
| 3回目  | テレビ東京 | 木曜洋画劇場       | 1999年12月23日 | 日本テレビ版 | 13.4%  |
| 4回目  | テレビ朝日 | 日曜洋画劇場       | 2001年7月8日   | 日本テレビ版 | 18.0％ |
| 5回目  | フジテレビ | ゴールデンシアター | 2002年6月22日  | 日本テレビ版 | 12.2%  |
| 6回目  | テレビ朝日 | 日曜洋画劇場       | 2005年4月17日  | 日本テレビ版 | 19.2%  |
| 7回目  | テレビ朝日 | 日曜洋画劇場       | 2007年2月11日  | 日本テレビ版 | 12.2%  |
| 8回目  | 日本テレビ | 金曜ロードショー   | 2009年2月27日  | 日本テレビ版 | 11.4%  |
| 9回目  | テレビ東京 | 午後のロードショー | 2014年7月29日  | ソフト版     |        |
| 10回目 | テレビ東京 | 午後のロードショー | 2017年3月30日  | ソフト版     |        |
| 11回目 | テレビ東京 | 午後のロードショー | 2021年11月8日  | ソフト版     |        |
| 12回目 | 日本テレビ | 金曜ロードショー   | 2022年9月16日  | 日本テレビ版 |        |

## 日本国内
日本では、1995年2月25日に劇場公開された。1996年12月1日に東宝よりVHSソフトが発売されている。また、2005年9月2日に20世紀フォックス ホーム エンターテイメント ジャパンより初回限定生産のアルティメット・エディション（DVD）も発売されて、再売版DVDでもある。その後、2008年2月28日にワーナーの吸収合併後、2011年12月21日にワーナー・ホーム・ビデオよりDVDが発売された。現在でも日本国内版のブルーレイが発売されていない。
1996年にはスーパーファミコンのゲームソフトが発売され、2005年には続編の『マスク2』が公開されている。

## 備考
- スタンリーの飼い犬として出演したジャック・ラッセル・テリアのマックスは、『クリムゾン・タイド』でジーン・ハックマン扮する主人公の飼い犬としても映画出演を果たしている。
- 自動車整備工場は『ゴーストバスターズ』で使用されたビルと同じものである。
- 設定では、マスクを封印したのは北欧のヴァイキング。これは『ヴァイキングがコロンブスよりも前にアメリカ大陸を発見していた』という説に基づいている。ヴァイキングがマスクを後のアメリカ大陸に封印する未公開シーンがDVDの特典映像として収録されている。なお続編では、北欧神話の神々を主要キャラクターとして登場させることでこの設定を前面に出している。